# جيمس برادلي (كاتب)
جيمس برادلي (بالإنجليزية: James Bradley)‏‏ (15 مايو 1967 في أديلايد - ) روائي، وناقد أدبي من أستراليا.